# Reinhard Göllner
Reinhard Göllner (* 4. März 1945 in Quedlinburg) ist ein deutscher römisch-katholischer Theologe.

## Leben
Göllner studierte Germanistik und katholische Theologie an der Ruhr-Universität Bochum. Im Jahre 1979 berief ihn die wissenschaftliche Hochschule und spätere Universität Hildesheim als Professor für katholische Theologie. Die Hochschule wählte Göllner je zweimal zu ihrem Rektor und Prorektor. 1997 wechselte Göllner an die Ruhr-Universität Bochum, wo er bis 2011 den Lehrstuhl für Religionspädagogik und Didaktik innehatte. Auch hier wurde er mehrfach zum Dekan und Prodekan seiner Fakultät gewählt.
Darüber hinaus war er Mitglied im Zentralkomitee der deutschen Katholiken und zehn Jahre lang Berater der Deutschen Bischofskonferenz.

## Werke (Auswahl)
- Emmaus: Auferstehung heute eröffnen, Lit, Berlin 2010
- Streitfall Jesus, Lit, Berlin 2010
- Das Ruhrbistum in Vergangenheit, Gegenwart und Zukunft, Lit, Berlin 2010
- Mitten im Leben umfangen vom Tod, Lit, Berlin  2010
- Das Ringen um Gott, Lit, Berlin 2008
- Kirche der Zukunft – Zukunft der Kirche, Lit, Berlin 2006
- Gott erfahren, Lit, Münster 2005
- "Es ist so schwer, den falschen Weg zu meiden", Lit, Münster 2004
- Die Zukunft des Ruhrgebiets, Lit, Münster 2003
- Auferstehung und ewiges Leben, Lit, Münster 2002
- Das Glaubensbekenntnis – Last oder Hilfe?, Lit, Münster  2001
- Das Christentum und die Weltreligionen, Lit, Münster  2000
- Grundlagen christlicher Ethik, ISL-Verlag, Hagen  1999